# Вёрнерсберг
Вёрнерсберг (нем. Wörnersberg) — община в Германии, в земле Баден-Вюртемберг. 
Подчиняется административному округу Карлсруэ. Входит в состав района Фройденштадт.  Население составляет 249 человек (на 31 декабря 2010 года). Занимает площадь 3,48 км².